# ぶらり湯けむり温泉紀行
「Z/X -Zillions of enemy X- NF DramaCD (7)「ぶらり湯けむり温泉紀行」」は、ブロッコリー発売のトレーディングカードゲーム、Z/X（ゼクス）7枚目のドラマCD。2016年3月13日に発売された。

## 概要
天王寺飛鳥（CV.下野紘）と上柚木さくら（CV. 立花理香）、そして、その仲間たちの日常が描かれた作品。

## 収録内容
1. ドラマパート『ハートをひらくんや！』 [49:30] 
出演 : 天王寺飛鳥（CV.下野紘）
フィエリテ（CV. Ｍ・Ａ・Ｏ）
上柚木さくら（CV. 立花理香）
フォスフラム（CV. 斎賀みつき）
ソリトゥス（CV. 水瀬いのり）

1. 私と意思ソトゥ、しよ♪ [3:48] 
歌 : 元・孤独の魔人ソリトゥス（CV. 水瀬いのり）
作詞 / 作曲 / 編曲 : 真鍋旺嵩、中沢昭宏（WEEAST）

## 封入特典
イベントカード「おきらくごくらくフィエリテさん」2枚